# 肥前旭站
肥前旭站（日语：／ Hizen-Asahi eki */?）是位於佐賀縣鳥栖市儀德町，九州旅客鐵道（JR九州）的鹿兒島本線車站。車站編號為JB16。

## 歷史
- 1928年（昭和3年）12月23日 - 鐵道省開設旭號誌站[1][3]。
- 1934年（昭和9年）6月7日 - 號誌站升級為車站，改名為肥前旭站[1]。
- 1984年（昭和59年）2月1日 - 成為無人車站（隨後，再次設置車站職員）。
- 1987年（昭和62年）4月1日 - 伴隨國鐵分割民營化，車站由九州旅客鐵道（JR九州）營運[4]。
- 2009年（平成21年）3月1日 - 此站可以使用IC卡「SUGOCA」[5]。
- 2015年（平成27年）3月14日 - 成為無人車站[2]。

## 站名的由來
車站名稱是來自鳥栖市成立前，此站位於村名（佐賀縣三養基郡旭村）。
在此站啟用時，土讚線已經設有旭站，因此此站名為「肥前旭站」。另外，總武本線設有旭站，該站啟用當時名為「旭町站」，並在1959年（昭和34年）改名為旭站。

## 車站構造
車站是一座地面車站，設有2面2線的相對式月台。兩月台設有跨線橋連接。車站大樓位於下行月台側。
隨著成為無人車站，POS終端和自動閘機被徹走。車站可以使用SUGOCA，此站不可購買SUGOCA，但是可為SUGOCA增值。

### 月台
| 月台 | 路線       | 上下行 | 方向               | 備註               |
| ---- | ---------- | ------ | ------------------ | ------------------ |
| 1    | 鹿兒島本線 | 下行   | 久留米、大牟田方向 | 部分直通至久大本線 |
| 2    | 鹿兒島本線 | 上行   | 博多、小倉方向     |                    |

## 使用狀況
在2018年（平成30年）度，1日平均乘車人次為713人。
以下為近年1日平均上下車人次、乘車人次列表：
| 年度   | 1日平均 乘車人次 | 1日平均 上下車人次 |
| ------ | ---------------- | ------------------ |
| 1998年 | 564              | 1,143              |
| 1999年 | 553              | 1,107              |
| 2000年 | 561              | 1,117              |
| 2001年 | 534              | 1,084              |
| 2002年 | 518              | 1,045              |
| 2003年 | 512              | 1,032              |
| 2004年 | 503              | 1,008              |
| 2005年 | 528              | 1,057              |
| 2006年 | 553              | 1,114              |
| 2007年 | 571              | 1,140              |
| 2008年 | 606              | 1,218              |
| 2009年 | 601              | 1,206              |
| 2010年 | 610              | 1,220              |
| 2011年 | 639              | 1,280              |
| 2012年 | 630              | 1,263              |
| 2013年 | 620              | 1,234              |
| 2014年 | 623              | 1,233              |
| 2015年 | 644              | 1,261              |
| 2016年 | 650              | 1,279              |
| 2017年 | 676              |                    |
| 2018年 | 713              |                    |

## 車站周邊
車站距離國道與主要地方道較遠，沒有大規模商業設施，只有廣大的農田。由於此站較近福岡市和久留米市，近年附近開始建設新住宅，成為其中一個睡房城市。

## 相鄰車站
九州旅客鐵道
鹿兒島本線
■快速、■區間快速
通過
■區間快速（只有部分列車停站）、■普通
鳥栖（JB15）－肥前旭（JB16）－久留米（JB17）

## 注腳
1. 1 2 3 4 5 6 7 8  . 週刊朝日百科. 33號 熊本駅・嘉例川駅・大畑駅ほか. 朝日新聞出版. 2013-03-31: 20.
2. 1 2  小原擁(2015年3月7日). “JR九州:無人化、新たに20駅発表”. 毎日新聞 (毎日新聞社)
3. ↑  九州鉄道百年祭実行委員会・百年史編纂部会 (编).  初版. 九州旅客鐵道. 1988: 231 （日语）.
4. ↑  九州鉄道百年祭実行委員会・百年史編纂部会 (编).  初版. 九州旅客鐵道. 1988: 181 （日语）.
5. ↑  . 交通新聞 (交通新聞社). 2009-03-03: 1.
6. ↑  .   [2020-04-03]. （原始内容存档于2020-05-04）.
7. ↑  佐賀縣統計年鑑

## 外部連結
- 肥前旭（車站資訊） - 九州旅客鐵道